# Łanowce (rejon czortkowski)
Łanowce, czasem Ułanowce (ukr. Ланівці) – wieś na Ukrainie w rejonie czortkowskim należącym do obwodu tarnopolskiego. Dawniej miejscowość była miasteczkiem. 
W II Rzeczypospolitej wieś w powiecie borszczowskim województwa tarnopolskiego. Sołectwo składało się z wielu osiedli i kolonii. 
W czasie okupacji niemieckiej mieszkaniec wsi Michał Wasilenko ukrywał dwie Żydówki, za co w 1983 roku Instytut Jad Waszem uhonorował go tytułem Sprawiedliwego wśród Narodów Świata.
W latach 1944–1945 nacjonaliści ukraińscy z OUN-UPA zamordowali tutaj ok. 80 Polaków oraz 4 Żydów, ukrywanych przez Polaka, i 1 Ukraińca, ożenionego z Polką. Najwięcej ofiar zginęło w nocy z 12 na 13 lutego 1944 r w czasie napadu na polskie gospodarstwa na osiedlu Szlachta. Napastnicy spalili tam wszystkie zabudowania.  